# Pernell (naturläkare)
Pernell, död efter 1350, var en engelsk naturläkare. Hon praktiserade tillsammans med sin make Thomas de Rasyn. 